# Arthur Johannes Scholz
Arthur Johannes Scholz (* 16. November 1883 in Lemberg; † 3. April 1945 in Wien) war ein österreichischer Dirigent und Komponist. 

## Leben
Nach dem Besuch des Gymnasiums in Breslau absolvierte Scholz ein Studium der Violine, Oboe, Flöte und Klarinette an der Orchesterschule im schlesischen Goldberg. Außerdem erhielt er Privatunterricht bei Stefan Stocker in Wien in Theorie, Gesang und Orgel. Zunächst war er als Organist in Wien tätig und war dann städtischer Kapellmeister und Leiter der Orchesterschule in Spalato (Dalmatien). Ab 1909 arbeitete er als Musikdirektor in Olmütz und Theaterkapellmeister am dortigen Theater. Er dirigierte den La-cappella Chor in Wien ab 1922 und ab 1928 den Wiener Sängerbund. Er war Gründer und Dirigent der Wiener Chorschule. Ab 1932 lehrte er an der Wiener Musikakademie, zuletzt als ordentlicher Professor. Am 19. Februar 1933 trat er der NSDAP bei (Mitgliedsnummer 1.453.647).

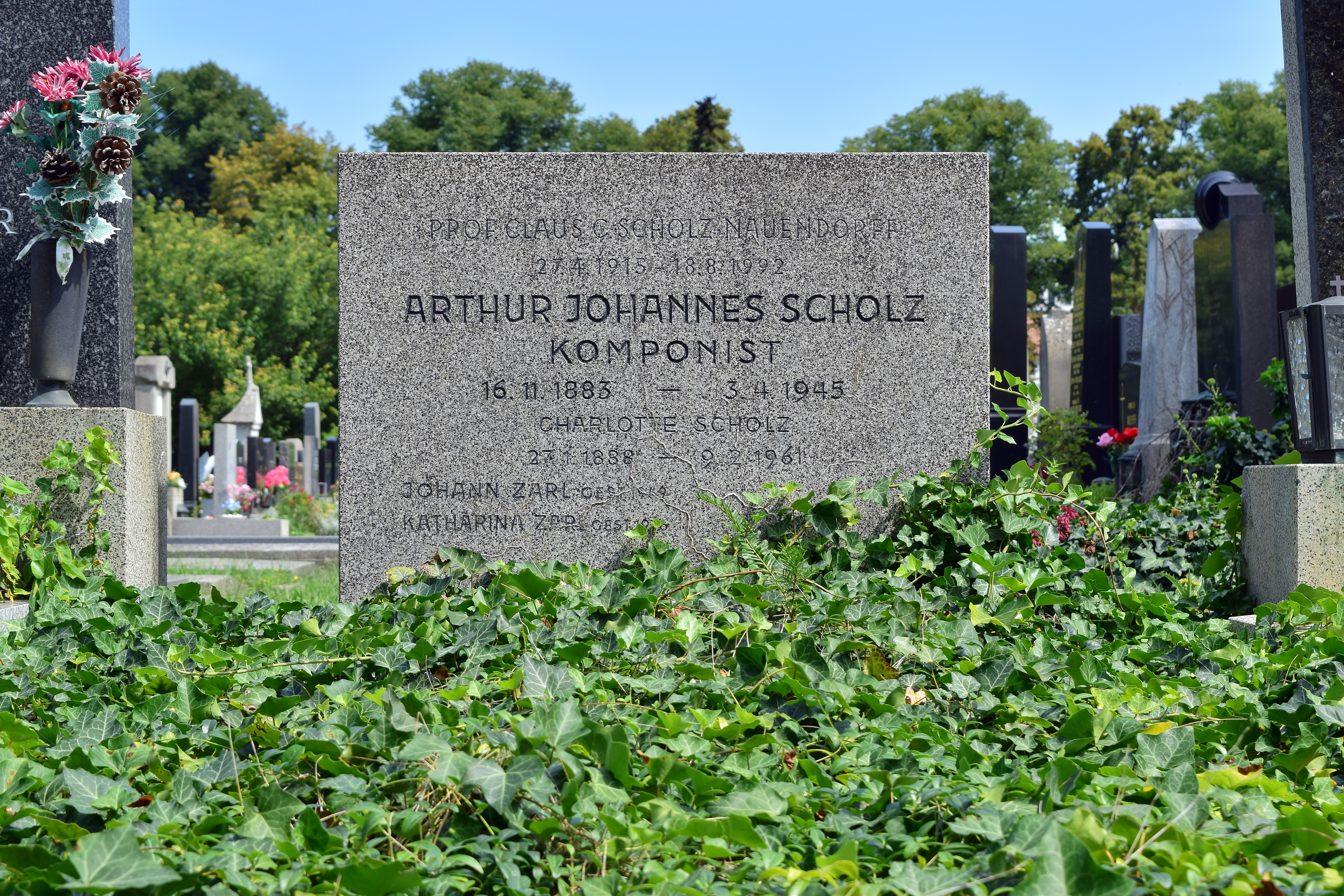
Grab von Arthur Johannes Scholz auf dem Wiener Zentralfriedhof

Scholz komponierte unter anderem das Musikmelodram Adam und Eva, schrieb Kammermusik für Oboe und Klavier, die Musik zu Franz Grillparzers Libussa (1920; Uraufführung am Burgtheater Wien) und Franz Werfels Juarez und Maximilian (1929, ebenda), Lieder und Chorwerke. 1931 wurde seine komische Oper Don Diego uraufgeführt.
Er war verheiratet mit Lotte, geb. Scholz. Aus der Ehe ging ein Sohn hervor.
Arthur Johannes Scholz wurde in einem ehrenhalber gewidmeten Grab auf dem Wiener Zentralfriedhof (Gruppe 12 C, Reihe 16, Nr. 3) bestattet.